# هربرت رينر
هربرت رينر (بالألمانية: Herbert Renner)‏ هو لاعب كرة قدم ألماني في مركز الوسط، ولد في 28 سبتمبر 1946 في ألمانيا. لعب مع ماينتس 05 ونادي سانت غالن ونادي ستراسبورغ ونادي نورنبرغ.

## وصلات خارجية
- هربرت رينر على موقع قاعدة بيانات كرة القدم.إي يو (الإنجليزية)
- هربرت رينر على موقع بيانات كرة القدم. دي إي (الألمانية)
- هربرت رينر على موقع عالم كرة القدم.نت (الإنجليزية)